# Zygia gigantifoliola
Zygia gigantifoliola  es una especie de plantas fanerógamas perteneciente a la familia de las leguminosas (Fabaceae). Es originario de Centroamérica.

## Descripción
Son árboles, que alcanzan un tamaño de  hasta 20 m de alto; ramas y tallos glabrescentes. Hojas de hasta 67 cm de largo, pinnas 11—25 cm de largo, glabras; folíolos 4—7 (--9) por pinna, elípticos, 6.5—40 cm de largo y 4.5—15 cm de ancho, ápice acuminado, base aguda, glabros, nervadura broquidódroma muy conspicua en ambas superficies; pecíolos de hasta 25 mm de largo, glabrescentes, con una glándula de 2—3 mm de ancho entre el par de pinnas, estípulas linear-triangulares, hasta 20 mm de largo, estriadas, semipersistentes. Inflorescencias en fascículos de espigas muy cortas y pedunculadas, espigas hasta 5 mm de largo, pedúnculos 0.5—1.4 cm de largo, puberulent, bráctea floral clavada, casi glabra, persistente hasta después de la antesis, flores rosadas; cáliz tubular, 2--4 mm de largo, ligeramente 5-lobado, casi trunco; corola tubular, 8–10 mm de largo, 5-lobada en 1/8 de su longitud, no estriada; tubo estaminal slightly exerto, 10--12 mm de largo. Fruto convex y recto, 7--17 cm de largo y 3.5--9 cm de ancho, tardíamente dehiscente, las valvas leñosas, café claras, glabras, márgenes no constrictos entre las semillas, sésil; semillas oblongas, 25–35 mm de largo, 15--20 mm de ancho y 7--10 mm de grueso.

## Distribución y hábitat
Es una especie  que se encuentra en los bosques perennifolios y nebliselvas,  desde el sureste de Nicaragua a Panamá.

## Taxonomía
Zygia gigantifoliola fue descrita por (Schery) L.Rico y publicado en Kew Bulletin 46(3): 500. 1991.
Sinonimia
- Inga gigantifoliola Schery	basónimo
- Pithecellobium gigantifoliolum (Schery) Leon[2]